# Diego Flores
Diego Flores (ur. 18 grudnia 1982 na Wyspach Kanaryjskich) – argentyński szachista, arcymistrz od 2008 roku.

## Kariera szachowa
Od pierwszych lat XXI wieku należy do ścisłej czołówki argentyńskich szachistów. Od 2001 uczestniczy w finałach indywidualnych mistrzostw kraju, w których zdobył trzy medale: złoty (2005), srebrny (2008) i brązowy (2006). W 2005 uczestniczył w Pucharze Świata, w I rundzie turnieju przegrywając z Tejmurem Radżabowem, natomiast w 2013 zdobył w Cochabambue brązowy medal mistrzostw Ameryki.
Wielokrotnie reprezentował Argentynę w turniejach drużynowych, m.in.: pięciokrotnie na olimpiadach szachowych (w latach 2006, 2008, 2010, 2012, 2014) oraz  na drużynowych mistrzostwach panamerykańskich (w roku 2009).
Zwyciężył bądź podzielił I miejsca w międzynarodowych turniejach m.in. w:
- Buenos Aires (1999, 2001, 2004 - dwukrotnie, 2005),
- Olavarrii (2003, 2005),
- Villa Martelli (2004),
- Villa Ballester (2005),
- Hawanie (2005, memoriał Jose Raula Capablanki, turniej Premier I),
- Vincente Lopez (2005),
- Santiago (2005, turniej strefowy),
- Mar del Placie (2006),
- Albacete (2006),
- Potrero de los Funes (2007, turniej strefowy),
- Lorcy (2007).

Uwaga: Lista sukcesów niekompletna (do uzupełnienia od 2007 roku).
Najwyższy ranking w dotychczasowej karierze osiągnął 1 listopada 2018, z wynikiem 2634 punktów.